# Bödakustens östra
Bödakustens östra este o arie protejată (arie specială de conservare — SAC, sit de importanță comunitară — SCI) din Suedia întinsă pe o suprafață de 1.020,6 ha, integral pe uscat.

## Localizare
Centrul sitului Bödakustens östra este situat la coordonatele 57°18′53″N 17°06′58″E / 57.3146°N 17.116°E.

## Înființare
Situl Bödakustens östra a fost declarat sit de importanță comunitară în ianuarie 1998 pentru a proteja un număr necunoscut de specii din flora spontană și fauna sălbatică aflate în arealul zonei. Situl a fost protejat și ca arie specială de conservare în martie 2011.

## Biodiversitate
Situată în ecoregiunile boreală și marină baltică, aria protejată conține 6 habitate naturale: Taiga vestică, Dune de coastă fixe cu vegetație erbacee („dune gri”), Recifuri, Dune mobile de-a lungul țărmului cu Ammophila arenaria („dune albe”), Vegetație perenă pe țărmurile stâncoase, Dune împădurite din regiunile atlantică, continentală și boreală.
La baza desemnării sitului se află un număr nedeclarat de specii protejate.